# Emilie Gordenker
Emilie Elise Saskia Gordenker (Princeton, New Jersey, 5 februari 1965) is een Amerikaans kunsthistoricus, museumdirecteur en voormalig curator. Zij is sinds februari 2020 directeur van het Van Gogh Museum in Amsterdam. 

## Biografie
Gordenker is een geboren Amerikaanse en heeft een Nederlandse moeder. Als kind was Gordenker regelmatig in Nederland. Ze was een jaar lang leerling van een Nederlandse lagere school.

### Opleiding
Na haar middelbare school begon ze met een opleiding Ruslandkunde, maar maakte in 1987 alleen de bacheloropleiding af, hoewel ze een beurs kreeg voor de masteropleiding bij Columbia University. Ze ging werken bij de inkoopafdeling voor mode van een warenhuis. Na een jaar ging zij kunstgeschiedenis studeren aan het Institute of Fine Arts in New York.  In 1999 verhuisde Gordenker naar Londen en vervolgens naar Edinburgh, waar ze vier jaar woonde.
Zij promoveerde in 2001 in New York op een proefschrift over de 17e-eeuwse kleding in de schilderijen van Anthony Van Dyck, met als titel Van Dyck and the Representation of Dress in Seventeenth-Century Portraiture.

### Carrière
Gordenker werkte freelance bij het Metropolitan Museum of Art in New York en bij de Frick Collection. Ze voerde een project uit voor het Rijksbureau voor Kunsthistorische Documentatie. Zij was tevens docent bij de Amerikaanse Rutgers Universiteit, Vassar College en Bard Graduate Center for Decorative Arts.
Vanaf december 2003 tot 2008 werkte zij als senior curator voor Oudnederlandse schilderkunst bij de National Gallery of Scotland in Edinburgh. Zij zette daar onder andere een tentoonstelling op over de Duitse schilder Adam Elsheimer (1578-1610). Van januari 2008 tot 1 januari 2020 was zij directeur van het Mauritshuis, als opvolger van Frits Duparc. ZIj gaf daar leiding aan de uitbreiding en renovatie van het museum, dat in juni 2014 weer openging.
In 2014 stond ze volgens maandblad Opzij op de vijfde plaats in de lijst van meest invloedrijke vrouwen in de Nederlandse cultuursector.
Als directeur van het Van Gogh Museum volgde ze Axel Rüger op. Gordenker is de eerste vrouwelijke directeur van het museum.

## Familie
Dr. E.S.S. Gordenker is een dochter van prof. dr. Leon Gordenker (1923-2020), hoogleraar politicologie aan Princeton, en de Nederlandse Belia Emilie Strootman (1928-1984). De grootouders van Gordenker van vaders kant waren immigranten uit Oost-Europa. De moeder van haar moeder, Emilie Strootman-Engelberts (1903-1961), hertrouwde na het overlijden van haar man Hendrik Johannes Strootman (1891-1950) met prof. dr. Jan Gerrit van Gelder (1903-1980), vanaf 1945 directeur van het Mauritshuis. Gordenker trouwde in Schotland in 2008 met een zoon van de oud-bankier Wim Scherpenhuijsen Rom.
- Gemeinsame Normdatei: 1182951309
- International Standard Name Identifier: 0000 0001 1672 7843
- Library of Congress Control Number: nr2001002624
- Nationale Bibliotheek van Tsjechië: mub2017970004
- Nationale Bibliotheek van Israël: 987007337058005171
- Nederlandse Thesaurus van Auteursnamen: 238151301
- RKD-Nederlands Instituut voor Kunstgeschiedenis: 359674
- Système universitaire de documentation: 061102547
- Virtual International Authority File: 74143176
- WorldCat: E39PBJj4pMPBrkTDQm6x99pgKd